# Lijst van personen overleden in november 2011
Dit is een lijst van personen die zijn overleden in november 2011.

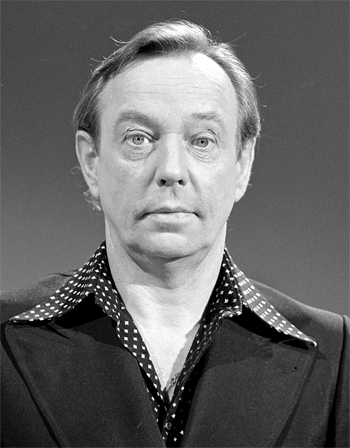
Rijk de Gooyer
2 november

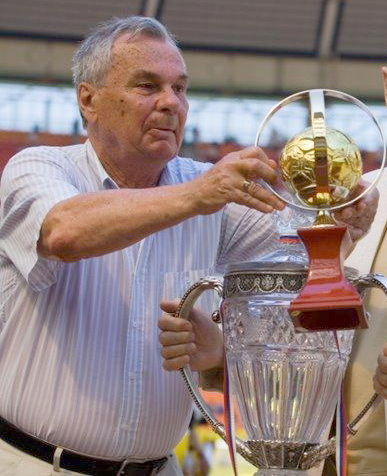
Valentin Kozmitsj Ivanov
8 november

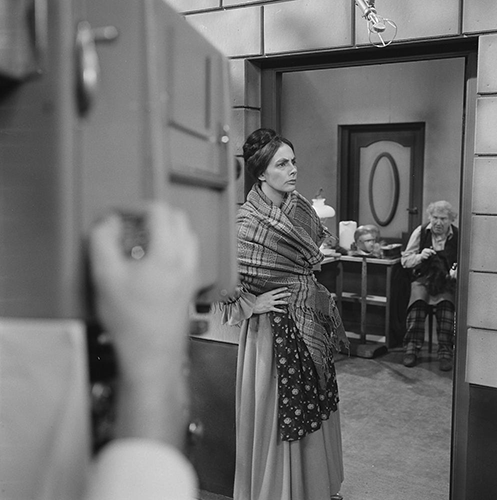
Elisabeth Versluys
18 november

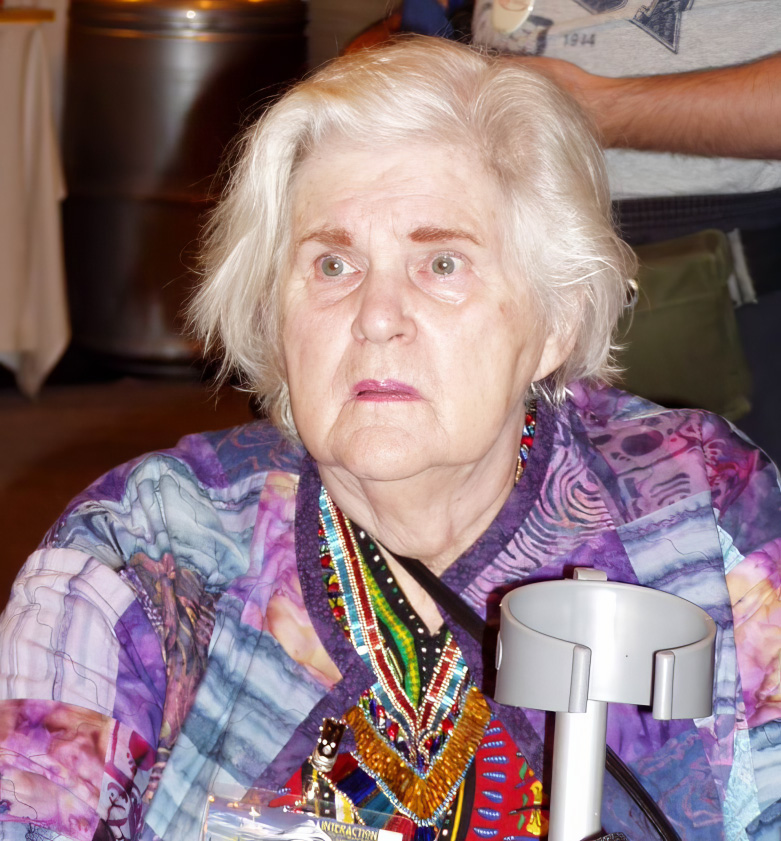
Anne McCaffrey
21 november

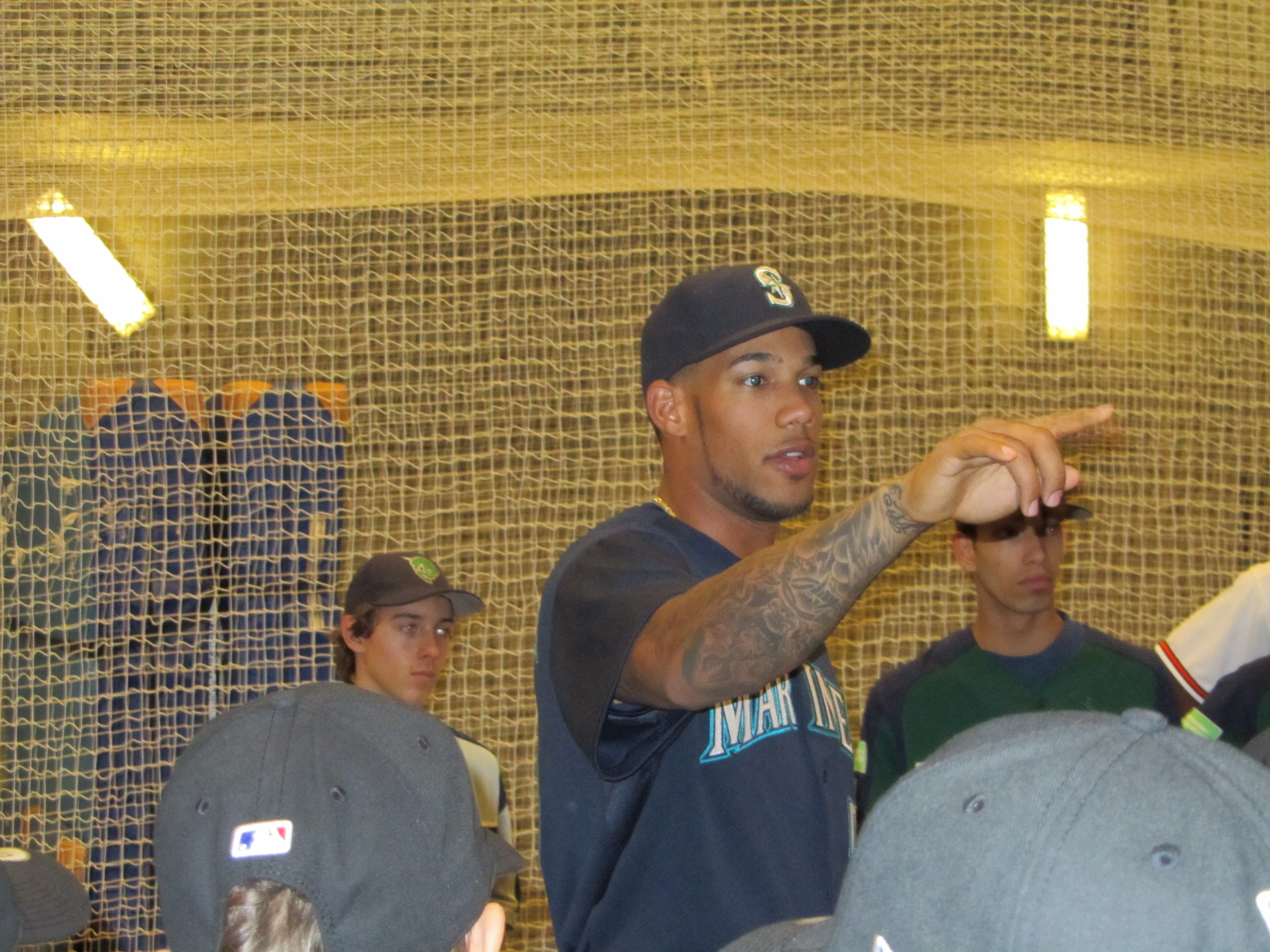
Gregory Halman
21 november

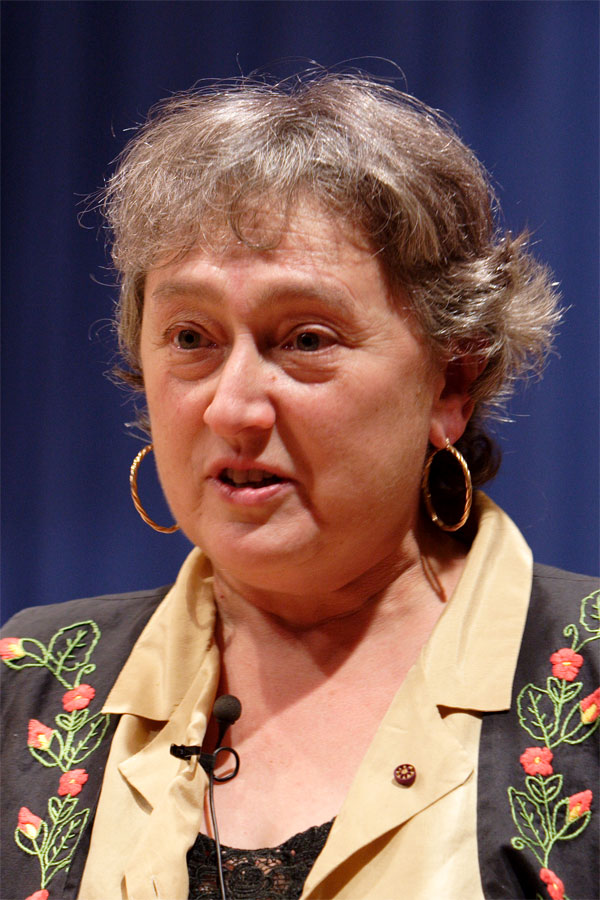
Lynn Margulis
22 november

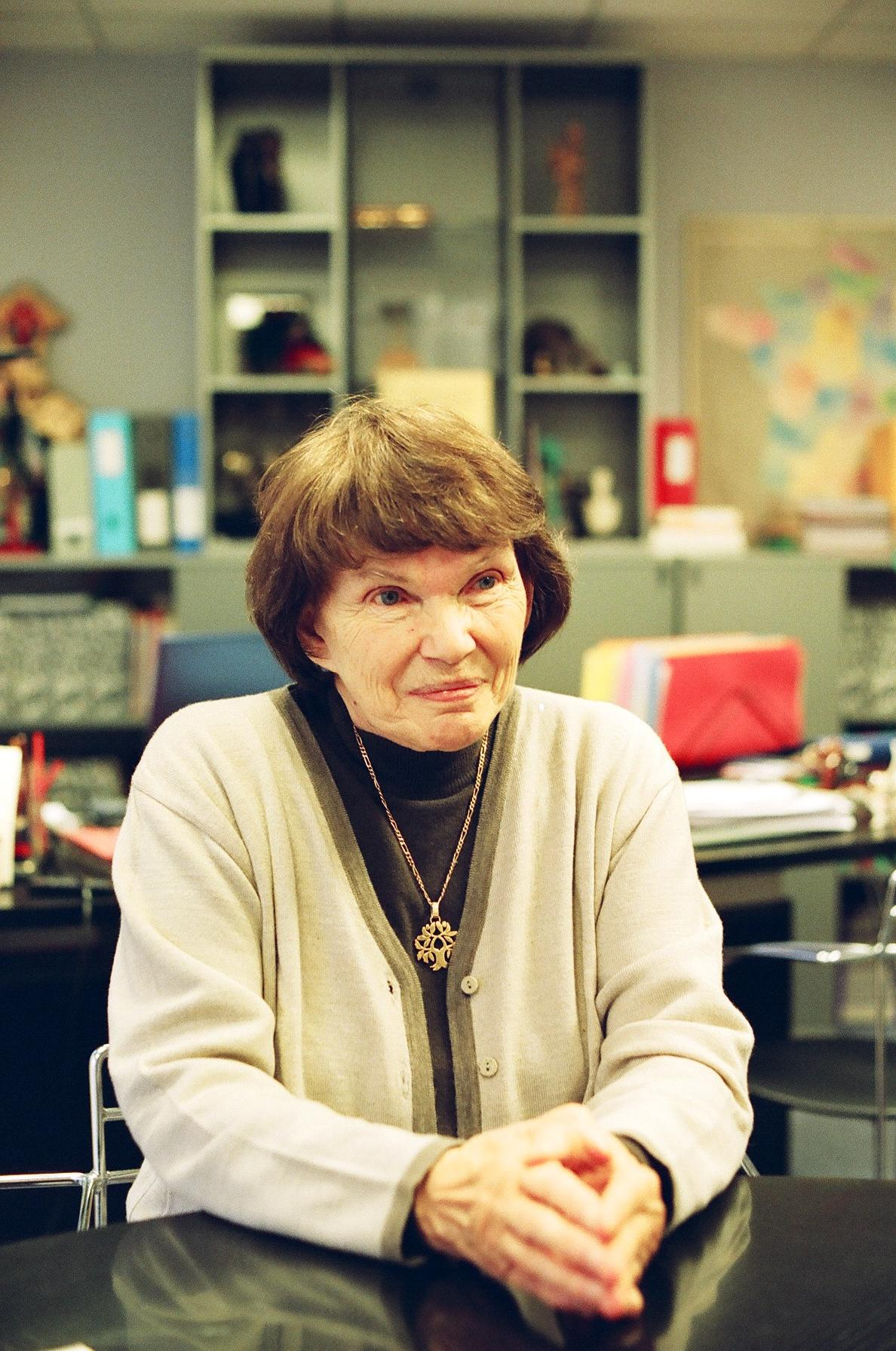
Danielle Mitterrand
22 november

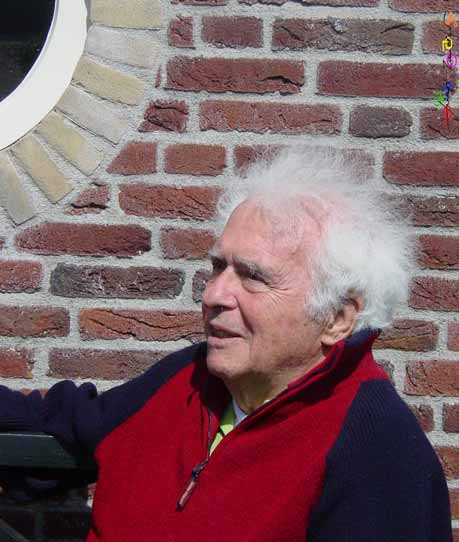
Peter Hoefnagels
24 november

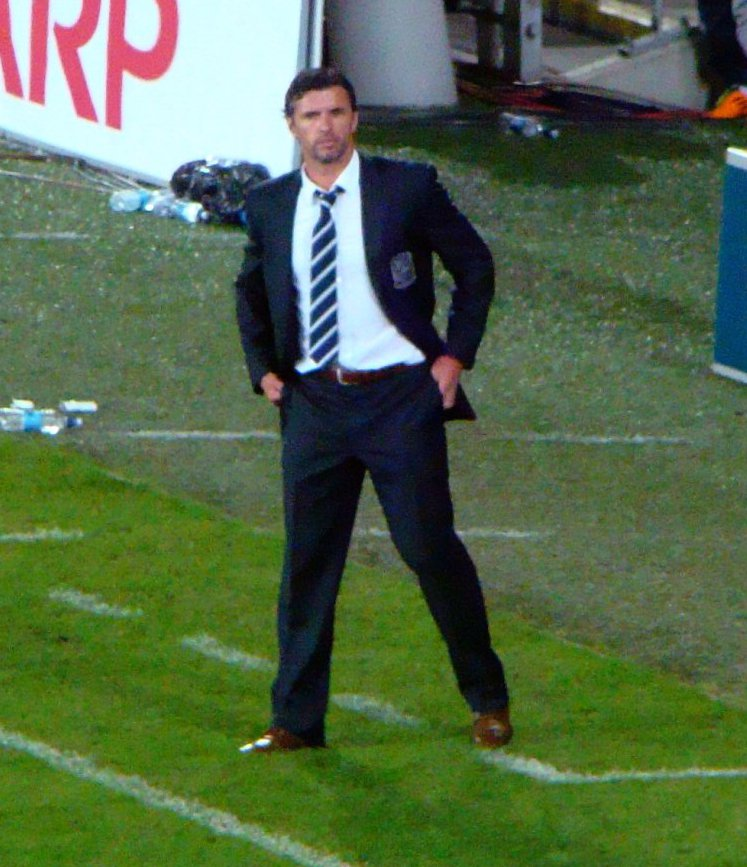
Gary Speed
27 november

| 1 | 2 | 3 | 4 | 5 | 6 | 7 | 8 | 9 | 10 | 11 | 12 | 13 | 14 | 15 | 16 | 17 | 18 | 19 | 20 | 21 | 22 | 23 | 24 | 25 | 26 | 27 | 28 | 29 | 30 |
| - | - | - | - | - | - | - | - | - | -- | -- | -- | -- | -- | -- | -- | -- | -- | -- | -- | -- | -- | -- | -- | -- | -- | -- | -- | -- | -- |

### 1 november
- Fanny Edelman (100), Argentijns politicus[1]
- Christiane Legrand (81), Frans zangeres[2]

### 2 november
- Sickan Carlsson (96), Zweeds actrice[3]
- Rijk de Gooyer (85), Nederlands acteur[4]
- Sid Melton (94), Amerikaans acteur[5]
- Ellin Robles (60), Surinaams-Nederlands schrijfster[6]
- Leonard Stone (87), Amerikaans acteur[7]

### 3 november
- Rosángela Balbó (70), Italiaans actrice[8]
- Papa Bue (81), Deens jazzmuzikant[9]
- Peeter Kreitzberg (62), Estisch politicus en wetenschapper[10]
- Cory Smoot (34), Amerikaans gitarist[11]

### 4 november
- Emmanuel Pierre de Bethune (81), Belgisch politicus[12]
- Alfonso Cano (63), Colombiaans guerrillaleider[13]
- Arnold Green (91), Ests politicus[14]
- Cynthia Myers (61), Amerikaans model en actrice[15]
- Norman Ramsey (96), Amerikaans natuurkundige[16]
- Andy Rooney (92), Amerikaans televisiemaker[17]
- Joop van Stigt (77), Nederlands architect[18]
- Theadora Van Runkle (82), Amerikaans kostuumontwerper[19]
- Albert Vanden Meersschaut (90), Belgisch burgemeester[20]
- Pierre Vinken (83), Nederlands ondernemer[21]
- Tadeusz Walasek (75), Pools bokser[22]

### 5 november
- Mario Roberto Álvarez (97), Argentijns architect[23]
- Gordon Beck (76), Brits jazzpianist[24]
- Loulou de la Falaise (63), Brits-Frans modeontwerpster[25]
- Bhupen Hazarika (85), Indiaas zanger[26]
- Takeo Nishioka (75), Japans politicus[27]

### 6 november
- Isaac Chocrón (81), Venezolaans toneelschrijver[28]
- Margaret Field (89), Amerikaans actrice[29]
- Hal Kanter (92), Amerikaans schrijver, producent en regisseur[30]

### 7 november
- Ad van den Biggelaar (69), Nederlands bestuurder[31]
- Joe Frazier (67), Amerikaans bokser[32]
- Toon Kessels (83), Nederlands burgemeester[33]
- Peter Meijer (65), Nederlands politicus[34]
- F. Springer (79), Nederlands schrijver en diplomaat[35]
- Takanosato Toshihide (59), Japans sumoworstelaar[36]
- Andrea True (68), Amerikaans discozangeres[37]

### 8 november
- Heavy D (44), Amerikaans rapper[38]
- Valentin Kozmitsj Ivanov (76), Russisch voetballer[39]
- Arie Kuiper (77), Nederlands journalist en schrijver[40]
- Jimmy Norman (74), Amerikaans zanger[41]

### 9 november
- Dejandir Dalpasquale (78), Braziliaans politicus[42]
- Ézio Leal Moraes Filho (45), Braziliaans voetballer[43]
- Har Gobind Khorana (89), Indiaas-Amerikaans moleculair bioloog[44]

### 10 november
- David Boyd (87), Australisch kunstenaar[45]
- Manuel Carbonell (93), Cubaans-Amerikaans beeldhouwer[46]
- Barbara Grier (78), Amerikaans schrijfster en uitgeefster[47]
- Andy Tielman (75), Nederlands zanger en gitarist[48]

### 11 november
- Lynn Deerfield (61), Amerikaans actrice[49]
- Francisco Blake Mora (45), Mexicaans politicus[50]
- Cor du Buy (90), Nederlands tafeltennisser[51]

### 12 november
- Doyle Bramhall (62), Amerikaans blueszanger[52]
- Evelyn Lauder (75), Amerikaans socialite en filantroop[53]
- Mathieu Rutten (86), Belgisch politicus[54]

### 13 november
- Bobsam Elejiko (30), Nigeriaans voetballer[55]
- Solly Tybilika (32), Zuid-Afrikaans rugbyspeler[56]
- Artemio Rillera (69), Filipijns bisschop[57]
- Guido Falaschi (22), Argentijns autocoureur[58]

### 14 november
- Franz Josef Degenhardt (79), Duits zanger[59]
- Sharadkumar Dicksheet (80), Indiaas medicus[60]
- Alf Fields (92), Brits voetballer[61]
- Jackie Leven (61), Brits muzikant en songwriter[62]
- Lee Pockriss (87), Amerikaans songwriter[63]

### 15 november
- Dulcie Gray (95), Brits actrice[64]
- Simon Jelsma (93), Nederlands bestuurder[65]
- Karl Slover (93), Amerikaans acteur[66]

### 16 november
- Robert E. Conot (82), Amerikaans journalist en schrijver[67]
- Jaap Duivenvoorde (83), Nederlands aartsbisschop[68]
- Elfie Pertramer (86), Duits actrice[69]

### 17 november
- Saskia Poldervaart (66), Nederlands feministe[70]

### 18 november
- Mark Blaug (84), Brits-Nederlands econoom[71]
- Walt Hazzard (69), Amerikaans basketballer[72]
- Arie van Lith (91), Nederlands voetballer[73]
- Jones Mwewa (38), Zambiaans voetballer[74]
- Kiss Riemvis (91), Nederlands kunstenares[75]
- Daniel Sada (58), Mexicaans dichter en schrijver[76]
- Elisabeth Versluys (87), Nederlands actrice[77]

### 19 november
- Gerard Ammerlaan (58), Nederlands componist[78]
- Russell Garcia (95), Amerikaans componist[79]
- Basil D'Oliveira (80), Zuid-Afrikaans-Brits cricketspeler[80]
- John Neville (86), Brits-Canadees acteur[81]
- Jan Nuyts (87), Belgisch burgemeester[82]
- Ruth Stone (96), Amerikaans dichter en schrijfster[83]
- Mieke Verheyden (74), Vlaamse actrice[84]

### 20 november
- David Cargill (75), Schots voetballer[85]
- Shelagh Delaney (71), Brits toneelschrijfster[86]
- Jan Joris (84), Belgisch operazanger[87]
- Mario Martiradonna (73), Italiaans voetballer[88]
- Robert Party (87), Frans acteur[89]
- Carl Aage Præst (89), Deens voetballer[90]
- Karin Peters (73), Nederlands schrijfster[91]
- Eberhardt Piltz (69), Duits journalist[92]
- Sergio Scaglietti (91), Italiaans auto-ontwerper[93]

### 21 november
- Arie van Deursen (80), Nederlands historicus[94]
- Gregory Halman (24), Nederlands honkballer[95]
- Anne McCaffrey (85), Amerikaans schrijfster[96]

### 22 november
- Carlos Jonguitud Barrios (87), Mexicaans vakbondsbestuurder en politicus[97]
- Georg Kreisler (89), Oostenrijks zanger en schrijver[98]
- Lynn Margulis (73), Amerikaans biologe[99]
- Paul Motian (80), Amerikaans jazzdrummer en componist[100]
- Danielle Mitterrand (87), Frans schrijfster, activiste en presidentsvrouw[101]
- Elisabeth van Luxemburg (89), Luxemburgs prinses[102]
- Alberto Reynoso (71), Filipijns basketballer[103]
- Svetlana Alliloejeva (85), Russisch-Amerikaans schrijfster, dochter van Jozef Stalin[104]

### 23 november
- Montserrat Figueras (63), Spaans sopraanzangeres[105]
- Sena Jurinac (90), Duits operazangeres[106]
- Frans Künen (81), Nederlands atleet[107]
- Gerald Laing (75), Brits kunstenaar[108]
- Jim Rathmann (83), Amerikaans autocoureur[109]
- Charles de Wolff (79), Nederlands dirigent en organist[110]

### 24 november
- Walter Doniger (94), Amerikaans televisieregisseur en screenwriter[111]
- Coco de Meyere (49), Nederlands styliste[112]
- Ludwig Hirsch (65), Oostenrijks acteur en zanger[113]
- Johnny Williams (76), Brits voetballer[114]
- Peter Hoefnagels (84), Nederlands wetenschapper en politicus[115]

### 25 november
- Vasili Aleksejev (69), Russisch gewichtheffer[116]
- Ross MacManus (84), Brits muzikant[117]
- Fred Meijer (91), Amerikaans ondernemer[118]
- Coco Robicheaux (67), Amerikaans bluesmuzikant en kunstenaar[119]
- Dane Searls (23), Amerikaans BMX'er[120]
- David Susskind (86), Belgisch-Joods vredesactivist[121]
- Don DeVito (72), Amerikaans platenbaas en producer[122]
- Tom Wicker (86), Amerikaans journalist[123]

### 26 november
- Ron Lyle (70), Amerikaans bokser[124]
- Iván Menczel (69), Hongaars voetballer[125]
- Chukwuemeka Odumegwu Ojukwu (78), Nigeriaans en Biafraans staatsman[126]

### 27 november
- Jean Bodart (69), Belgisch voetballer[127]
- Ken Russell (84), Brits filmregisseur[128]
- Gary Speed (42), Brits voetballer en voetbaltrainer[129]

### 28 november
- Ante Marković (87), Kroatisch politicus[130]
- Patrice O'Neal (41), Amerikaans acteur en komiek[131]

### 29 november
- Indira Goswami (69), Indiaas-Assamees schrijfster, dichteres en letterkundige[132]

### 30 november
- Jules Ancion (87), Nederlands hockeyer[133]
- Leka van Albanië (72), Albanees politicus[134]
- Nelly Byl (92), Belgisch tekstdichtster[135]
- Zdeněk Miler (90) Tsjechisch animator en illustrator[136]
- Carl Robie (66), Amerikaans zwemmer[137]
- Partab Sharma (71), Indiaas acteur, kinderboekenschrijver en filmmaker[138]

1900 ·
1901 ·
1902 ·
1903 ·
1904 ·
1905 ·
1906 ·
1907 ·
1908 ·
1909 ·
1910 ·
1911 ·
1912 ·
1913 ·
1914 ·
1915 ·
1916 ·
1917 ·
1918 ·
1919 ·
1920 ·
1921 ·
1922 ·
1923 ·
1924 ·
1925 ·
1926 ·
1927 ·
1928 ·
1929 ·
1930 ·
1931 ·
1932 ·
1933 ·
1934 ·
1935 ·
1936 ·
1937 ·
1938 ·
1939 ·
1940 ·
1941 ·
1942 ·
1943 ·
1944 ·
1945 ·
1946 ·
1947 ·
1948 ·
1949 ·
1950 ·
1951 ·
1952 ·
1953 ·
1954 ·
1955 ·
1956 ·
1957 ·
1958 ·
1959 ·
1960 ·
1961 ·
1962 ·
1963 ·
1964 ·
1965 ·
1966 ·
1967 ·
1968 ·
1969 ·
1970 ·
1971 ·
1972 ·
1973 ·
1974 ·
1975 ·
1976 ·
1977 ·
1978 ·
1979 ·
1980 ·
1981 ·
1982 ·
1983 ·
1984 ·
1985 ·
1986 ·
1987 ·
1988 ·
1989 ·
1990 ·
1991 ·
1992 ·
1993 ·
1994 ·
1995 ·
1996 ·
1997 ·
1998 ·
1999 ·
2000 ·
2001 ·
2002 ·
2003 ·
2004 ·
2005 ·
2006 ·
2007 ·
2008 ·
2009 ·
2010 ·
2011 ·
2012 ·
2013 ·
2014 ·
2015 ·
2016 ·
2017 ·
2018 ·
2019 ·
2020 ·
2021 ·
2022 ·
2023 ·
2024 ·
2025